# Strangers When We Meet (David Bowie)
Strangers When We Meet is een nummer van de Britse muzikant David Bowie, oorspronkelijk uitgebracht op zijn soundtrackalbum The Buddha of Suburbia uit 1993. In 1995 nam hij het nummer opnieuw op en kwam voor als de laatste track op zijn album 1. Outside uit dat jaar. In november 1995 werd het nummer uitgebracht als de tweede single van het album als een dubbele A-kant met een nieuwe versie van het nummer The Man Who Sold the World.
Terwijl de nieuwe versie van The Man Who Sold the World aangeduid wordt als een liveversie was het nummer eigenlijk opgenomen in de studio, gebaseerd op een nieuwe versie van het nummer die werd gespeeld op Bowie's Outside Tour en werd gemixt door Brian Eno.
De videoclip, geregisseerd door Samuel Bayer, deelde enkele visuele gelijkenissen met die van "The Hearts Filthy Lesson" (ook geregisseerd door Bayer), maar was veel simpeler en kalmer en speelde zich af in de studio van een vervallen artiest. Ondanks een optreden op de BBC-show Top of the Pops bereikte het nummer slechts de 39e plaats in het Verenigd Koninkrijk.

## Tracklijst
- Alle nummers geschreven door Bowie, met uitzondering van "Get Real" geschreven door Bowie en Brian Eno.

7"-versie
1. "Strangers When We Meet" - 4:19
2. "The Man Who Sold the World (live)" - 3:35

Cd-versie (Verenigd Koninkrijk)
1. "Strangers When We Meet" - 4:19
2. "The Man Who Sold the World (live)" - 3:35
3. "Strangers When We Meet (albumversie)" - 5:07
4. "Get Real" (Bowie/Eno) - 2:49

Cd-versie (Verenigde Staten)
1. "Strangers When We Meet (albumversie)" - 5:06
2. "Strangers When We Meet (The Buddha of Suburbia-versie)" - 4:58
3. "The Man Who Sold the World (live)" - 3:35

Cd-versie (Australië)
1. "Strangers When We Meet" - 4:19
2. "The Man Who Sold the World (live)" - 3:35
3. "Strangers When We Meet (albumversie)" - 5:06
4. "Strangers When We Meet (The Buddha of Suburbia-versie)" - 4:58

Promotieversie (Verenigd Koninkrijk)
1. "Strangers When We Meet" - 4:19

Promotieversie (Verenigde Staten)
1. "Strangers When We Meet" - 4:19
2. "Strangers When We Meet (The Buddha of Suburbia-edit)" - 4:10
3. "Strangers When We Meet (albumversie)" - 5:06

## Muzikanten
- David Bowie: zang
- Brian Eno: synthesizer op "Strangers When We Meet" en "Get Real"
- Reeves Gabrels: leadgitaar
- Carlos Alomar: slaggitaar
- Erdal Kızılçay: basgitaar, keyboard op "Strangers When We Meet" en "Get Real"
- Mike Garson: piano, keyboard op "The Man Who Sold the World"
- Sterling Campbell: drums op "Strangers When We Meet" en "Get Real"
- Gail Ann Dorsey: basgitaar op "The Man Who Sold the World"
- Peter Schwartz, George Simms: keyboard op "The Man Who Sold the World"
- Zachary Alford: drums op "The Man Who Sold the World"